# Castione Andevenno

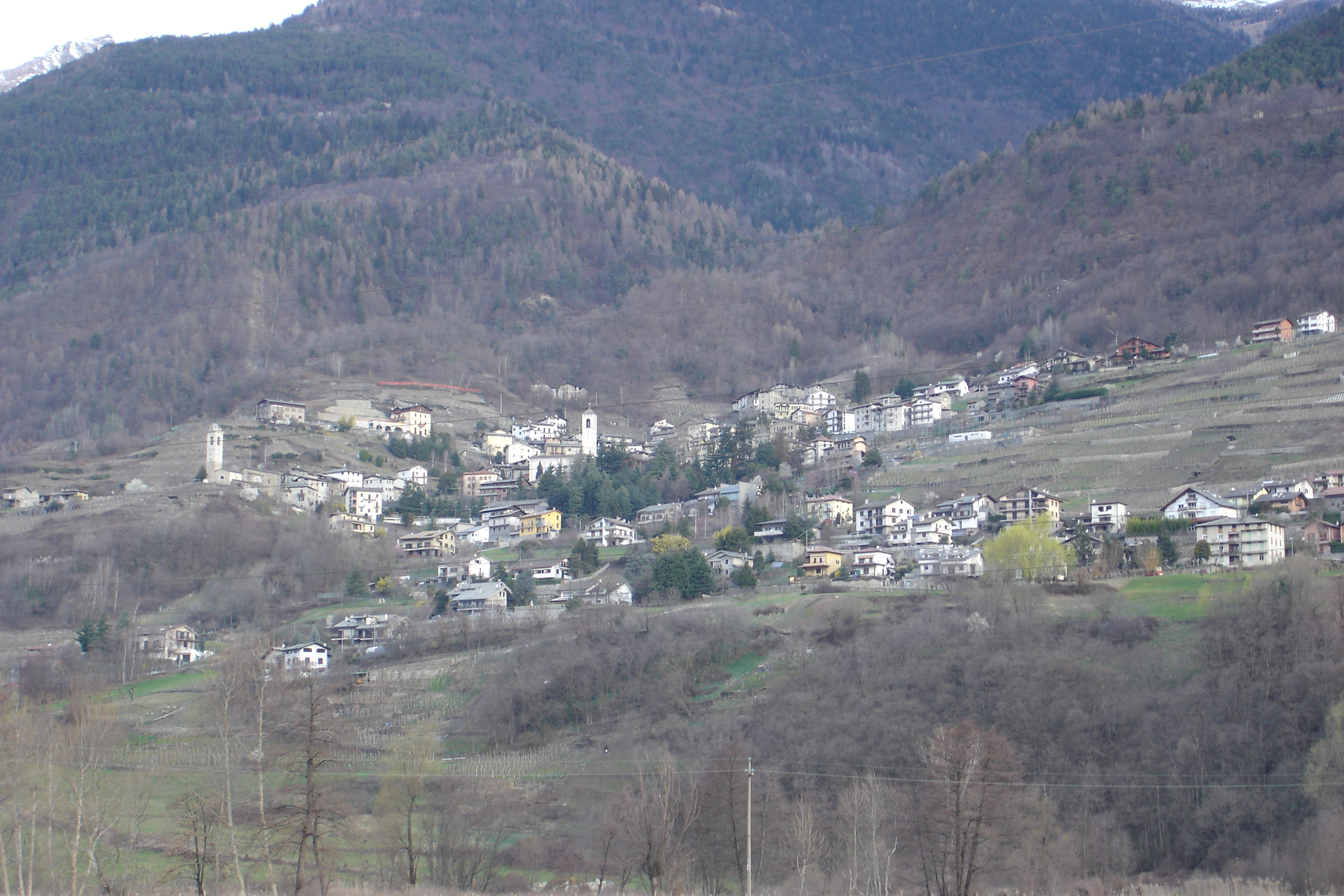
Ansicht von Castione Andevenno

Castione Andevenno (lombardisch Castiun) ist eine Gemeinde in der Provinz Sondrio, in der Lombardei.

## Lage und Einwohner
Der Ort liegt rund 6 Kilometer westlich von der Provinzhauptstadt Sondrio, umgeben von Weinbergen. Zur 1587 Einwohner (Stand 31. Dezember 2024) zählenden Gemeinde gehören die Fraktionen Andevenno, Balzarro, Barboni, Bettoli, Bonetti, Boscaccia, Cabianca, Cadoli, Canovi, Centro, Gatti, Grigione, Guasta, Guasto, Mangialdo, Margella, Martinelli, Moroni, Piatta, San Pietro, San Rocco, Soverna, Torchio und Vendolo. 
Die Nachbargemeinden sind Albosaggia, Caiolo, Postalesio, Sondrio und Torre di Santa Maria.